# Coppa delle Coppe 1979-1980 (hockey su pista)
La Coppa delle Coppe 1979-1980 è stata la 4ª edizione dell'omonima competizione europea di hockey su pista riservata alle squadre di club. Il torneo ha avuto inizio il 12 aprile e si è concluso il 12 luglio 1980. Il titolo è stato conquistato dagli italiani dell'AFP Giovinazzo per la prima volta nella loro storia sconfiggendo in finale gli spagnoli del Sentmenat. In quanto squadra vincitrice, l'AFP Giovinazzo ha ottenuto anche il diritto di partecipare alla Supercoppa d'Europa.

## Squadre partecipanti
| Nazione        | Club           | Città          | Qualificazione                      |
| -------------- | -------------- | -------------- | ----------------------------------- |
| Belgio         | Royal Sunday   | Bruxelles      | 2º nel campionato belga 1979        |
| Francia        | Coutras        | Coutras        | 2º nel campione francese 1979       |
| Germania Ovest | Ober-Ramstadt  | Ober-Ramstadt  | 2º nel campionato tedesco 1979      |
| Italia         | AFP Giovinazzo | Giovinazzo     | 2º in Serie A 1979                  |
| Paesi Bassi    | Duyvestein     | Haarlemmermeer | 2º in 1ª Klasse 1979                |
| Portogallo     | Oeiras         | Oeiras         | Detentore Coppa delle Coppe         |
| Portogallo     | Porto          | Porto          | Detentore Coppa del Portogallo 1979 |
| Spagna         | Sentmenat      | Sentmenat      | 3º in División de Honor 1978-1979   |
| Svizzera       | Basilea        | Basilea        | Detentore Coppa di Svizzera 1979    |

## Risultati

### Primo turno
| Squadra 1     | Totale | Squadra 2 | Andata | Ritorno |
| ------------- | ------ | --------- | ------ | ------- |
| Ober-Ramstadt | 13 - 9 | Basilea   | 9 - 3  | 4 - 5   |

### Quarti di finale
| Squadra 1      | Totale  | Squadra 2    | Andata | Ritorno |
| -------------- | ------- | ------------ | ------ | ------- |
| AFP Giovinazzo | 12 - 7  | Duyvestein   | 10 - 2 | 2 - 5   |
| Coutras        | 8 - 23  | Porto        | 5 - 11 | 3 - 12  |
| Ober-Ramstadt  | 7 - 8   | Royal Sunday | 5 - 2  | 3 - 5   |
| Sentmenat      | 12 - 10 | Oeiras       | 10 - 6 | 2 - 4   |

### Semifinali
| Squadra 1    | Totale | Squadra 2      | Andata | Ritorno |
| ------------ | ------ | -------------- | ------ | ------- |
| Porto        | 7 - 12 | Sentmenat      | 6 - 5  | 1 - 7   |
| Royal Sunday | 6 - 19 | AFP Giovinazzo | 4 - 5  | 2 - 14  |

### Finale
| Squadra 1 | Totale  | Squadra 2      | Andata | Ritorno |
| --------- | ------- | -------------- | ------ | ------- |
| Sentmenat | 15 - 18 | AFP Giovinazzo | 11 - 4 | 4 - 14  |

#### Andata
| Sentmenat 5 luglio 1980 | Sentmenat | 11 – 4 | AFP Giovinazzo |  |

#### Ritorno
| Giovinazzo 12 luglio 1980 | AFP Giovinazzo | 14 – 4 | Sentmenat |  |